# John Richard Paxton
John Richard Paxton (ur. 16 stycznia 1938 w Los Angeles) – australijski ichtiolog. Studiował na University of Southern California; w 1960 roku otrzymał tytuł B.A. z zoologii, w 1965 M.Sc. z biologii i w 1968 roku Ph.D. z nauk biologicznych. Obecnie zatrudniony w Australian Museum w Sydney. Zajmuje się głównie klasyfikacją i biologią ryb świetlikowatych, wielorybinkowatych, oraz ochroną ryb Australii.